# Johann Rattenhuber
Johann Rattenhuber, anche conosciuto come Hans Rattenhuber (Monaco di Baviera, 30 aprile 1897 – Monaco di Baviera, 30 giugno 1957) è stato un poliziotto e generale tedesco, comandante del servizio di sicurezza personale di Hitler, il Reichssicherheitsdienst, (servizio di sicurezza del Reich; RSD) dal 1933 al 1945.

## Biografia

### Carriera iniziale
Rattenhuber nacque a Monaco di Baviera, dove iniziò la propria carriera come poliziotto. Durante la prima guerra mondiale, prestò servizio nel 16. e nel 13. Bayerische Infanterie-Regiment. Successivamente prestò servizio anche nei Freikorps. Il 15 marzo 1933 fu nominato comandante di una delle unità addette alla guardia del corpo di Hitler, il Führerschutzkommando (comando per la protezione del Führer; FSK). Il suo vice era Peter Högl. I membri iniziali che componevano l'unità erano tutti poliziotti criminali bavaresi. Il loro compito era quello di proteggere il Führer solo quando era all'interno del territorio della Baviera, la loro area di competenza. Nella primavera del 1934, il Führerschutzkommando rimpiazzò l'SS-Begleitkommando per la protezione di Hitler su tutta la Germania.
L'FSK fu ufficialmente rinominato Reichssicherheitsdienst (RSD) il 1º agosto 1935. Il Reichsführer-SS Heinrich Himmler prese il pieno controllo dell'RSD nell'ottobre 1935. Sebbene Himmler ne fosse stato formalmente nominato comandante, Rattenhuber rimase al comando e prendeva ordini per la maggior parte da Hitler. Di fatto Himmler ottenne il controllo amministrativo sull'unità. L'RSD non deve essere confuso con lo Sicherheitsdienst (SD). L'RSD faceva tecnicamente parte dello staff di Himmler, pertanto i suoi membri indossavano le uniformi delle SS con il diamante delle SD sulla parte bassa della loro manica sinistra.
Allo scoppio della seconda guerra mondiale, l'RSD poteva contare su circa 200 uomini nei suoi ranghi. L'unità di Rattenhuber provvedeva ad assicurare sicurezza personale ai leader del partito nazista e ai membri più importanti del governo nazista. Diverso era il compito del Führerbegleitkommando (comando per la scorta del Führer; FBK), al quale era stata assegnata la protezione personale del Führer. L'RSD ed l'FBK lavorarono assieme per la protezione di Hitler durante i suoi viaggi ed eventi in pubblico, ma operavano come due gruppi distinti ed utilizzavano veicoli differenti. In quelle occasioni, Rattenhuber era comandante in capo e il comandante dell'FBK operava come suo vice.
Rattenhuber era responsabile per la sicurezza dei quartieri generali di Hitler. Questi includevano la Tana del Lupo, usata per la prima volta da Hitler il 23 luglio 1941. Rattenhuber viaggiò sino a Vinnycja, in Ucraina per ispezionare l'area dove stava per sorgere il bunker del Werwolf. Nel gennaio 1942 incontrò i comandanti delle unità locali della polizia delle SS e le autorità civili, ed ordinò che l'area fosse ripulita dagli ebrei prima dell'arrivo programmato di Hitler per l'estate del 1942. Il 10 gennaio 1942, l'RSD partecipò all'uccisione di massa di 227 ebrei a Strižavka. I dettagli dell'esecuzione furono riportati a Rattenhuber tramite il suo vice, l'SS-Sturmbannführer Friedrich Schmidt. Si verificarono altri massacri di ebrei e prigionieri di guerra che lavoravano al sito di costruzione del Werwolf, prima dell'arrivo di Hitler del luglio 1942. Rattenhuber autorizzò le unità di polizia locali delle SS ad iniziare e compiere esecuzioni del genere, mascherandole come misure di sicurezza.

### Berlino 1945
Nel gennaio 1945, Rattenhuber accompagnò Hitler ed il suo seguito nel complesso di bunker posti sotto il giardino della Cancelleria del Reich, nel distretto governativo di Berlino. Rattenhuber fu promosso al grado di SS-Gruppenführer il 24 febbraio 1945. Il 28 aprile, quando fu scoperto che Himmler stava cercando di negoziare con gli Alleati occidentali tramite il conte Folke Bernadotte, Rattenhuber diventò membro di un tribunale militare ordinato da Hitler per condannare l'ufficiale di collegamento di Himmler a Berlino, Hermann Fegelein. Il generale Wilhelm Mohnke presiedeva il tribunale, il quale includeva anche i generali Hans Krebs e Wilhelm Burgdorf. Tuttavia quando Fegelein fu catturato era così ubriaco da piangere, vomitare e incapace di stare in piedi; urinò anche per terra. Fu fatto notare come egli non fosse nelle condizioni per essere processato. Pertanto, Mohnke chiuse il processo e lasciò Fegelein alla squadra di sicurezza dell'RSD.
Rattenhuber fu una delle persone alle quali Hitler confessò che avrebbe preferito uccidersi piuttosto che farsi catturare dai sovietici. Successivamente Rattenhuber disse:
(Vinogradov et al. 2005, p. 193.)
Rattenhuber non era presente quando Hitler si uccise il 30 aprile nel Führerbunker. Non vide il corpo di Hitler finché non fu avvolto in alcune coperte grigie e portato fuori dal suo ufficio. Rattenhuber non fu tra coloro che ne trasportarono il cadavere, egli seguì Heinz Linge, Otto Günsche, Peter Högl, Ewald Lindloff e diversi altri fuori dal bunker e vide la cremazione dei cadaveri di Hitler e della Braun. Il 1º maggio Rattenhuber guidò un dei dieci gruppi che cercavano di scappare dalla Cancelleria del Reich. Due degli altri gruppi erano guidati dall'SS-Brigadeführer Wilhelm Mohnke and Werner Naumann. La maggior parte, incluso Rattenhuber, furono catturati dai sovietici il giorno stesso o il giorno seguente. Rattenhuber fu portato a Mosca, dove il 20 maggio diede una descrizione degli ultimi giorni di Hitler e della leadership nazista nel complesso del bunker. La sua deposizione fu conservata negli archivi sovietici sino alla pubblicazione da parte di V.K. Vinogradov nell'edizione russa di Hitler's Death: Russia's Last Great Secret from the Files of the KGB del 2000. Rattenhuber fu poi trattenuto come prigioniero di guerra.

### Dopoguerra
Nell'agosto 1951 fu accusato dal Ministerstvo gosudarstvennoj bezopasnosti di "essere stato, dai primi giorni della dittatura nazista in Germania nel 1933 e sino alla sconfitta del 1945, un SS Gruppenführer, tenente generale della polizia e comandante dell'RSD, addetto alla sicurezza personale di Hitler ed altri leader nazisti". Rattenhuber fu condannato dalla corte marziale del distretto militare di Mosca il 15 febbraio 1952 a 25 anni di prigione. Da un decreto del Prezidium Verchovnogo Soveta del settembre 1955, egli fu rilasciato dalla prigionia il 10 ottobre 1955 e consegnato alle autorità della Repubblica Democratica Tedesca, le quali gli permisero di rientrare nella Repubblica Federale Tedesca. Morì a Monaco di Baviera nel 1957.